# Riket (dramaserie)
Riket (danska: Riget) är en dansk-svensk miniserie från 1994, skapad av Lars von Trier, Niels Vørsel och Morten Arnfred. Serien producerades för DR och SVT i fyra avsnitt. Den har fått ett flertal priser och utmärkelser, bland annat fyra Bodil- och sex Robert-utmärkelser.
Handlingen utspelar sig på Rigshospitalet ("Riget") i Köpenhamn, ett sjukhus som befolkas av säregna personer och hemsöks av spöken. Seriens mycket speciella stil präglas av en spänd suggestiv stämning med övernaturliga och emellanåt absurda inslag. Andra kännetecken är en snabb progressiv klippning, kornig bild med gultonat färgfilter, stundtals svajig kamerabild och en oförutsägbar, emellanåt rentav dissonant, musik.
Serien fick en uppföljare 1997, Riket II som även den består av fyra avsnitt. Ytterligare en uppföljare planerades av Lars von Trier, men fick skrinläggas då Ernst-Hugo Järegård avled 1998. År 2000 dog även Kirsten Rolffes. 2022 hade till sist en andra uppföljare (tredje säsong) premiär på Viaplay, med den svenska titeln Riket Exodus.

## Handling

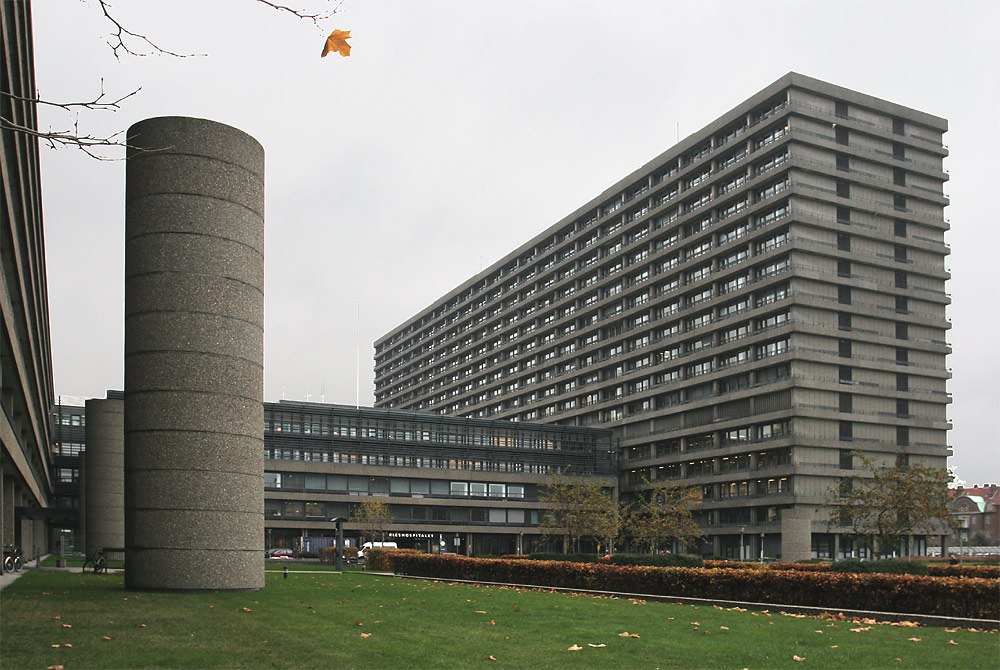
Rigshospitalet i Köpenhamn.

Huvuddelen av handlingen äger rum på Rigshospitalets avdelning för neurokirurgi. Det börjar med att patienten Sigrid Drusse skrivs in på avdelningen men den svenske överläkaren Stig Helmer hävdar att den gamla damen bara simulerar sjukdom. Det visar sig också att fru Drusse är en spiritist med medium-liknande förmågor.
Doktor Helmer bär på en djup avsky mot Danmark, vilket han sällan gör någon hemlighet av. Han visar sig över huvud taget vara en mycket burdus och osympatisk person, som ser ner på sin omgivning och befinner sig i ständig konflikt med de flesta av sina kollegor, framför allt underläkaren Jørgen Krogshøj. Stig Helmers enda allierade på "Riget" tycks vara narkosläkaren Rigmor Mortensen, som han har ett förhållande med.
Jørgen Krogshøj å sin sida har en av-och-till-relation med underläkaren Judith Petersen, som dock nyligen blivit gravid under ett kort förhållande med en annan man.
Avdelningsföreståndaren på neurokirurgen, den naive och konflikträdde professor Einar Moesgaard, drar igång ett projekt som han kallar Operation Morgenluft i syfte att förbättra atmosfären på arbetsplatsen. Han gör vad han kan för att medla i de många konflikter som uppstår mellan överläkare Helmer och övriga avdelningen, dock med tveksamt resultat. När så Stig Helmer blir anklagad för tjänstefel efter en misslyckad hjärnoperation gör han allt för att undanröja bevis mot sig själv, medan Krogshøj och andra på avdelningen aktivt försöker sätta dit Helmer.
Parallellt med dessa händelser får man också följa några medicinstuderande på sjukhuset och deras lärare, den egensinnige patologen professor Palle Bondo. En av hans elever är Moesgaards son, som emellertid inte är någon toppstudent.
Seriens händelser kommenteras då och då av två diskare med Downs syndrom som inte är involverade i den övriga handlingen, men som ändå verkar ha full insikt i det som sker.
Samtidigt smyger fru Drusse omkring på det stora sjukhuskomplexet och upptäcker, assisterad av sin son Bulder (som är vaktmästare på sjukhuset), en rad mystiska omständigheter som tycks bekräfta hennes värsta farhågor; det är något som inte alls står rätt till och det verkar faktiskt som om det spökar på "Riget".
"Riget I" avslutas med att den danske hälsovårdsministern och sjukhusdirektören skall gå en inspektionsrond, guidad av den administrerande överläkaren Moesgaard. Denne anar att allt inte står rätt till och gömmer sig under sitt skrivbord. Sjukhusdirektören får fram honom och inspektionen tar sin början. Fru Drusse "manar" spöket Mary att återvända dit hon kommit från, levertransplantationen på professor Bondo pågår för fullt (på neurokirurgen!) och en sköterska får avbryta en abort, kvinnan föder istället en vuxen man – samtidigt som Stig Helmer befinner sig på Haiti för att köpa "zombiemedicin". Hälsovårdsministern tar inte alltför hårt på den katastrofala rundturen, men på väg hem skräms han av ett avhugget huvud, så svårt att han måste läggas in, en inläggning som avhandlas i Riket II.

## Rollista i urval
- Kirsten Rolffes – Sigrid Drusse
- Ernst-Hugo Järegård – Stig Helmer
- Holger Juul Hansen – Einar Moesgaard
- Søren Pilmark – Jørgen "Krogen" Krogshøj
- Ghita Nørby – Rigmor Mortensen
- Jens Okking – Bulder Harly Drusse
- Otto Brandenburg – Hansen
- Annevig Schelde Ebbe – Mary Jensen
- Baard Owe – Palle Bondo
- Birgitte Raaberg – Judith Petersen
- Peter Mygind – Mogens "Mogge" Moesgaard
- Morten Rotne Leffers – Diskare med Downs syndrom
- Vita Jensen – Diskare med Downs syndrom
- Solbjørg Højfeldt – Camilla
- Udo Kier (röst: Erik Wedersøe) – Åge Krüger
- Henning Jensen – Direktör Bob
- Louise Fribo – Sanne Jeppesen
- Udo Kier (röst: Evald Krog) – Lillebror / patient
- Erik Wedersøe – (Pigernes) Ole
- Laura Christensen – Mona Jensen
- Ole Boisen – Christian
- Lars von Trier – Lars von Trier (sig själv)
- Birthe Neumann – Fru Svendsen / sekreterare
- Nis Bank-Mikkelsen – Präst

- Källa:[2]

## Lista över avsnitt
1. "Den hvide flok"
2. "Alliancen kalder"
3. "Et fremmende legeme"
4. "De levende døde"

## Citat
I slutet av det första avsnittet framför Stig Helmer en monolog där han koncentrerar sin avsky mot Danmark och dess folk. Han står på sjukhusets tak och ser på Barsebäcks reaktorbyggnader på andra sidan sundet:
| ” | Tack, ni svenska vakttorn. Med plutonium tvingar vi dansken på knä. Här: Danmark, utskitet av kalk och vatten. Och där: Sverige, hugget i granit. Danskjävlar. Danskjävlar! | „ |
| – | |   |

Varje avsnitt inleds med en sekvens om det som tidigare fanns på platsen där sjukhuset senare skulle byggas:
Grunden under Rigshospitalet er gammel mose. Her lå blegdammene engang. Her gik blegmændene og fugtede deres store lærreder i det lave vand for at lægge til blegning. Fordampningen indhyllede stedet i en permanent tåge. Senere byggedes Rigshospitalet her, og blegmændene blev skiftet ud med læger og forskere og landets bedste hjerner og mest fuldendte teknologi. Og som kronen på værket kaldte man stedet for Riget. Nu skulle livet defineres, og uvidenhed og overtro aldrig mere kunne ryste videnskaben. Måske er det blevet for meget med hovmodet og den konsekvente fornægtelse af det åndelige, for det er, som om kulden og fugten er vendt tilbage. Små tegn på træthed er begyndt at vise sig i de ellers så solide og moderne bygninger. Ingen levende ved det endnu, men porten til Riget er begyndt at åbne sig på ny...
Fritt översatt till svenska:
Marken under Rigshospitalet är gammal mosse. Här låg blekdammarna en gång. Här gick blekningsmännen och fuktade sina stora tygstycken i det grunda vattnet för att lägga till blekning. Ångorna svepte in platsen i en permanent dimma. Senare byggdes Rigshospitalet här, och blekningsmännen byttes ut mot läkare och forskare och landets bästa hjärnor och mest fulländade teknologi. Och som kronan på verket kallade man stället för Riket. Nu skulle livet definieras, och vidskepelse och tron på det övernaturliga aldrig mer kunna rubba vetenskapen. Kanske har det blivit för mycket med högmodet och den konsekventa förnekelsen av det andliga, för det är som om kylan och fukten har kommit tillbaka. Små tecken på trötthet har börjat visa sig i de annars så solida och moderna byggnaderna. Ingen levande vet det ännu, men porten till Riket är på väg att öppna sig på nytt...

## Nyinspelningar
- 2004 gjordes en amerikansk nyinspelning, TV-serien Kingdom Hospital med manus av Stephen King. Lars von Trier medverkade som exekutiv producent.